# 山口寿一 (銀行家)
山口 寿一（やまぐち じゅいち、1938年7月24日 -  ）は、日本の経営者。紀陽銀行頭取を務めた。

## 来歴・人物
和歌山県出身。1961年に同志社大学商学部を卒業し、同年に住友銀行に入行した。1971年5月に紀陽銀行に転じ、取締役に就任し、1979年6月に常務、1981年4月に専務を経て、1990年6月に頭取に就任。1993年10月に頭取を辞任。